# Manu Ginóbili
Emanuel David Ginóbili „Manu“ Maccari (* 28. Juli 1977 in Bahía Blanca) ist ein ehemaliger argentinischer Basketballspieler. Er spielte den Großteil seiner Karriere in der nordamerikanischen NBA bei den San Antonio Spurs, mit denen er jeweils 2003, 2005, 2007 und 2014 die Meisterschaft gewann.
Ginóbili wurde im Mai 2008 als eine der fünfzig bedeutenden Persönlichkeiten des Basketballsport in Europa geehrt. 2022 wurde Ginóbili in die Naismith Memorial Basketball Hall of Fame aufgenommen.

## Karriere

### Frühe Jahre
Ginóbili, der einer Familie von professionellen Basketballspielern entstammt, begann bereits im Alter von nur drei Jahren mit Basketball. Sein ältester Bruder, Leandro, spielte sieben Jahre lang in der argentinischen Liga Basketball, bevor er sich 2003 vom professionellen Sport zurückzog. Sein anderer Bruder, Sebastián, spielte sowohl in der argentinischen als auch in der spanischen Profiliga. Ihr Vater, Jorge, war der Trainer des Vereins von Bahia Blanca, in dem auch Manu Ginobili Basketball spielen lernte.
Ginobili besitzt sowohl die argentinische als auch die italienische Staatsbürgerschaft. Er spricht fließend Spanisch, Italienisch und Englisch. 2004 heiratete er Marianela Oroño, die am 16. Mai 2010 ein Zwillingspaar, Dante und Nicola, auf die Welt brachte.
Seine professionelle Karriere startete Ginobili bei dem Andino Sport Club in La Rioja in der Saison 1995–1996. Ein Jahr darauf wurde er von seinem Team zu den Estudiantes de Bahia Blanca geschickt. Er spielte für die Mannschaft seiner Heimatstadt, bis die italienische Liga auf ihn aufmerksam wurde. Von 1998 bis 2000 spielte er für Basket Viola Reggio Calabria. 1999 nahm er am NBA Draft teil und wurde von den San Antonio Spurs mit dem 57. Pick gewählt, aber er unterzeichnete zu dem Zeitpunkt keinen Vertrag bei dem Team aus der NBA. Ginobili entschied sich für Kinder Bologna und spielte zwei weitere Jahre in der italienischen Liga. Mit seiner neuen Mannschaft gewann er 2001 die italienische Meisterschaft und die Euroleague sowie 2001 und 2002 den italienischen Cup. Nach dem Gewinn der Euroleague wurde er zum Final Four MVP gekürt. In den Saisons 2000–2001 und 2001–2002 wurde er ebenfalls zum MVP der italienischen Liga gewählt.

### San Antonio Spurs (seit 2002)
Ginobili unterzeichnete seinen ersten Vertrag bei den San Antonio Spurs erst nach der FIBA-Basketball-Weltmeisterschaft 2002, bei der er zusammen mit Yao Ming, Dirk Nowitzki und Peja Stojaković in das All-Tournament-Team gewählt wurde. In seiner ersten NBA-Saison, 2002–2003, kam er hinter Steve Smith von der Bank. Zu Beginn der Saison musste er verletzungsbedingt einige Spiele aussetzen, doch am Ende der Saison wurde er in das NBA All-Rookie Second Team gewählt. In den Playoffs gelang Ginobili der große Durchbruch. Er nahm an jedem Spiel teil, verbesserte seine Leistungen auf dem Feld im Vergleich zur regulären Saison und die Spurs besiegten die Phoenix Suns, die Los Angeles Lakers, die Dallas Mavericks sowie die New Jersey Nets auf ihrem Weg zur NBA-Meisterschaft 2003. Ginobili wurde daraufhin zu Argentiniens Sportler des Jahres gewählt.
In der Saison 2005 wurde er auch zum sogenannten „All-Star“, als er für das NBA-All-Star-Game 2005 in die Auswahl der Western Conference gewählt wurde. In der Saison 2006/07 kam er bei der Wahl zum besten sechsten Mann der NBA auf Platz 2 hinter Leandro Barbosa. Im Folgejahr 2007/08 konnte er dann den Sixth Man Award, also die Auszeichnung zum besten Bankspieler, gewinnen. Er erhielt 123 von 124 möglichen First-Place-Stimmen. Insgesamt erhielt er 615 von 620 möglichen Punkten. 2011 wurde er zum zweiten Mal in seiner Karriere in die Auswahl des Westens gewählt.
Nach dem Titelgewinn in seiner Rookiesaison, gewann „Manu“ drei weitere Meisterschaften mit den Spurs (2005, 2007 und 2014). Coach Gregg Popovich setzt ihn hauptsächlich als Sixth-Man von der Bank ein, da er auch mit reduzierter Spielzeit effektiv den Spielfluss der Starting Lineup erhält und als zweiter Spielmacher fungiert.
2008 und 2011 wurde Ginóbili ins „All-NBA Third Team“ der 15 besten Spieler einer Saison gewählt.
Am 27. August 2018 gab Ginobili nach 16 Jahren in der NBA sein Karriereende bekannt und beendete damit seine erfolgreiche Zeit bei den San Antonio Spurs.

### Nationalmannschaft
Er ist der Garant für den Aufschwung und die Erfolge der argentinischen Basketballnationalmannschaft bei den Meisterschaften der jüngsten Vergangenheit. Bei der Basketball-Weltmeisterschaft 2002 in Indianapolis bezwang er mit seiner Mannschaft als erstes Team die mit NBA-Stars gespickte Mannschaft der USA und wurde letztendlich in diesem Turnier Vizeweltmeister.
Bei den Olympischen Spielen 2004 in Athen gelang ihm dieses Kunststück ein weiteres Mal, als Argentinien die USA im Halbfinale bezwang. Am 28. August 2004 wurde Argentinien im Finale gegen Italien Olympiasieger. Ginóbili wurde darüber hinaus zum besten Spieler (MVP: Most Valuable Player) des Olympiaturniers gewählt.
Im Spiel um Platz drei der Weltmeisterschaft 2006 jedoch musste er sich der US-amerikanischen Auswahl geschlagen geben, wobei Ginóbili persönlich ins All-Tournament-Team gewählt wurde. Seine zweite Olympiamedaille gewann er 2008 in Peking mit dem Erreichen des Bronzerangs.

## Erfolge und Auszeichnungen
- 4 × NBA-Champion: 2003, 2005, 2007, 2014
- 2 × NBA All-Star: 2005, 2011
- 2 × All-NBA Third Team: 2008, 2011
- 1 × NBA Sixth Man of the Year: 2008
- NBA All-Rookie Second Team: 2003